# Japan Sinks
Japan Sinks (日本沈没 Nihon Chinbotsu?), en español El hundimiento de Japón, es una novela de desastre del escritor japonés Sakyo Komatsu, publicada en 1973.
Komatsu tardó nueve años en completar el trabajo. El editor quería que se escribiera en dos secciones diferentes, ambas publicadas al mismo tiempo. La novela recibió el 27º Premio Mystery Writers of Japan y el Premio Seiun por una obra japonesa de larga duración.
La novela ha dado lugar a adaptaciones en otros medios, así como a una secuela: una película basada en la novela realizada en el mismo año dirigida por Shiro Moritani, un programa de televisión transmitido en 1974-75, una nueva versión de la película en 2006 por Shinji Higuchi, y una serie serie ONA estrenada en el servicio de Netflix el 9 de julio de 2020, bajo el título de "Japan Sinks: 2020", incluido con doblaje español.

## Argumento
"Poco después de los Juegos Olímpicos de 2020, un terrible terremoto golpea Japón. Entre todo el caos, una pareja de hermanos, Ayumu y Gou, de la familia Mutou, comienza a escapar de la ciudad junto a su familia inmediata, compuesta por cuatro miembros. No obstante, los archipiélagos japoneses, los cuales se hunden sin parar, les persiguen sin cesar. En unas condiciones extremas entre la vida y la muerte, y también entre la opción de reunirse o partir - ante la horrible realidad, los hermanos Mutou creen en el futuro, y adquieren la fuerza para sobrevivir llevando a cabo grandes esfuerzos".

## Media

### Anime
El 9 de octubre de 2019, se anunció una adaptación de la novela a serie de anime, titulada Japan Sinks: 2020, serie fue animada por Science Saru, con Pyeon-Gang Ho como director de la serie y Masaaki Yuasa como director. Toshio Yoshitaka manejó la composición de la serie, Naoya Wada diseñó los personajes y Kensuke Ushio compuso la música de la serie.
Yuko Sasaki, Reina Ueda y Tomo Muranaka son acreditados con papeles protagonistas. Fue lanzado en todo el mundo en Netflix el 9 de julio de 2020.
Sinopsis
Poco después de los Juegos Olímpicos de Tokio en 2020, un gran terremoto golpea a Japón. En medio del caos, los hermanos Mutou Ayumu (una estudiante de secundaria/ corredora de atletismo) y su hermano menor Gou (un estudiante de primaria) comienzan a escapar de la ciudad con su familia y amigos.
Los archipiélagos japoneses que se hunden, sin embargo, persiguen implacablemente a la familia. Sumidos en condiciones extremas, la vida y la muerte, y la elección de encontrarse y separarse, frente a la terrible realidad, los hermanos Mutou creen en el futuro y adquieren la fuerza para sobrevivir con el mayor esfuerzo.
En España es titulada "El hundimiento de Japón: 2020", mientras que en Latinoamérica se titula "Japón se hunde: 2020".